# Forbidden Voices (bài hát)
"Forbidden Voices" là một bài hát bởi DJ và nhà sản xuất thu âm người Hà Lan Martin Garrix. Nó được phát hành là tải miễn phí vào ngày 6 tháng 2 năm 2015 vào ngày 2 tháng 3 năm 2015 trên iTunes. Bài hát có trên bảng xếp hạng ở Pháp và Hà Lan.

## Danh sách bài hát
| Tải kỹ thuật số | Tải kỹ thuật số    | Tải kỹ thuật số |
| STT             | Nhan đề            | Thời lượng      |
| --------------- | ------------------ | --------------- |
| 1.              | "Forbidden Voices" | 3:50            |

| Remixes | Remixes                               | Remixes    |
| STT     | Nhan đề                               | Thời lượng |
| ------- | ------------------------------------- | ---------- |
| 1.      | "Forbidden Voices" (Jake Liedo Remix) | 5:07       |

## Bảng xếp hạng

### Bảng xếp hạng hàng tuần
| Bảng xếp hạng (2015)    | Vị trí cao nhất |
| ----------------------- | --------------- |
| Pháp (SNEP)             | 133             |
| Hà Lan (Single Top 100) | 29              |
| Hà Lan (Dutch Top 40)   | 35              |

## Lịch sử phát hành
| Khu vực | Ngày               | Định dạng       | Hãng đĩa |
| ------- | ------------------ | --------------- | -------- |
| Hà Lan  | 2 tháng 2 năm 2015 | Tải kỹ thuật số | Spinnin' |